# رگال (مینه‌سوتا)
رگال، مینه‌سوتا (به انگلیسی: Regal, Minnesota) یک شهر در ایالات متحده آمریکا است که در شهرستان کندیوهای، مینه‌سوتا واقع شده‌است.

## خصوصیات
رگال ۱٫۲۹ کیلومترمربع مساحت و ۳۴ نفر جمعیت دارد و ۳۷۲ متر بالاتر از سطح دریا واقع شده‌است.